# Ігнатієнко Варфоломій Андріанович

Варфоломій Ігнатієнко

Варфоломі́й Андріа́нович Ігнатієнко (народився 13 (25) серпня 1892 в селі Озеряни, нині Бобровицького району Чернігівської області — помер 11 листопада 1937 в місті Умань) — український бібліограф, дослідник української періодики, політик.

## Життєпис
Навчався в Київському комерційному училищі, Київському комерційному інституті (1914—1917).
Член студентської націоналістичної організації «Українська громада», близької до поглядів українських есерів. 1914 почав писати статті до газети «Рада». Член УПСР. Улітку 1917 обраний гласним Київської міської думи. Працював у товаристві «Народна торгівля», при УЦР — в апараті Генерального секретаріату торгівлі. Виконував обов'язки технічного секретаря делегації УНР у Бресті на переговорах з Німеччиною. У лютому 1918 вийшов з партії.
1919—1922 — працював інструктором у кооперативній організації «Дніпросоюз», співробітничав із Головною книжковою палатою в Києві, відтоді й почав займатися бібліографією періодики. Після реорганізації палати в Український науковий інститут книгознавства (УНІК) співпрацював там у відділі преси, потім — у бібліографічній комісії на громадських засадах.
У 1924 — викладач Торгово-кооперативної профшколи, одночасно — член правління кооперативного видавництва «Спілка». Співробітник Комісії з дослідів над громадсько-політичними течіями в Україні, соціально-економічного відділу Інституту української наукової мови.
Від 1926 — член бібліографічної комісії, згодом бібліографічної секції УНІК, певний час їх очолював.
У 1931 під час нищення УНІК і українського книгознавства загалом, проти Ігнатієнка у пресі з'явилися нищівні рецензії, виступи, звинувачення в буржуазному націоналізмі, «нацдемівщині», використовувався навіть термін «ігнатієнщина». Це примусило В. А. Ігнатієнка звільнитися з УНІКу і припинити дослідження у галузі історії періодики.
1937 року працював учителем математики у Київській школі № 110.
1 вересня 1937 був заарештований групою НКВД СССР за «участь в контрреволюційний терористичній організації українських есерів» і 11 листопада 1937 розстріляний в Умані.
Пізніше сім'ї комуністи видали брехливу довідку про те, що він помер 1943 від емфіземи легень (звідси і помилка в енциклопедіях).
1958 року справу проти В. А. Ігнатієнка було припинено за недоведеністю висунутого звинувачення.

## Наукова діяльність
Був одним із організаторів Першої всеукраїнської виставки друку (1923).
Був аспірантом науково-дослідної кафедри академіка М. С. Грушевського (з 1924); працював над темою «Книжки і преса на Україні, схема історичного розвитку».
У різний час в Академії наук був нештатним співробітником різних комісій. Публікував статті з історії та бібліографії української періодики в журналах «Бібліологічні вісті» (13 статей, рецензій та заміток), «Книга», «Життя й революція».
Найголовніші наукові здобутки В. А. Ігнатієнка пов'язані з діяльністю УНІК, де він був членом бібліографічної комісії (з 1926), згодом — бібліографічної секції, а наприкінці 1920 — на початку 1930-х очолював їх.
Автор теоретичної праці «Українська преса (1816—1923): історико-бібліографічний етюд» (Київ, 1926), в якій довів, що при визначенні поняття «українська преса», необхідно застосовувати територіально-етнографічний, принцип, комбінований з принципом мови, і визначив п'ять періодів у розвитку української преси до 1923.
Упорядкував ґрунтовний універсальний ретроспективний бібліографічний покажчик «Бібліографія української преси 1816–1916» // «Тр. Ін-ту книгознавства: Пр. Бібліогр. секції» (Х.; К., 1930, т. 4), який був кроком на шляху до складання українського бібліографічного репертуару. У покажчику зареєстровано 616 назв газет і журналів.
Серед праць:
- «Основні засади бібліографії українського друку 1917—1919 рр.»,
- «План та інструкція для бібліографування преси України 1917—1919 рр.».

## Твори
1. Розвиток української кооперативної преси // Кооператив. зоря. — 1918. — С. IX—XII.
2. Історія української преси та її вивчення // Бібліол. вісті. — 1923. — № 3. — С. 21—26.
3. Українська книжка й преса в історичному розвитку // Книга: місячник літ., критики й бібліогр. — 1923. — № 3. — С. 3—6.
4. Українська преса в 1922 році // Бібліол. вісті. — 1923. — № 1. — С. 5—12 ; № 2. — С. 19—26.
5. Українська преса 1905—1907 рр. // Життя й революція. — 1925. — № 11. — С. 34–39.
6. Варфоломій Ігнатієнко. Українська преса (1816-1923) // Маслов С. Українська друкована книга (XVI-XVIII ст.); Ігнатієнко В. Українська преса (1816-1923 рр.): історико-бібліографічний етюд. Едмонтон: Canadian Institute of Ukrainian Studies; University of Alberta. 1992 170 стор.: 94-174 (передрук з виданнями ДВУ 1925 та 1926 рр.) (джерколо на elib.nlu.org.ua [Архівовано 22 вересня 2020 у Wayback Machine.])
7. Українські нелегальні видання рр. 1914—1917 // Бібліол. вісті. — 1926. — № 1. — С. 65–70.
8. Листування в справі української преси в 1915—1916 рр. // Бібліол. вісті. — 1929. — № 4. — С. 55.
9. Праця бібліографічної комісії при Всеукраїнському кооперативному музеєві // Бібліол. вісті. — 1929. — № 2/3. — С. 122.
10. Бібліографія української преси, 1816—1916. — Х. ; К., 1930. [Архівовано 18 грудня 2018 у Wayback Machine.]
11. Промова тов. Ігнатієнка // Клясова боротьба в книгознавстві: стенограма засід. Київ. Т. В. М. Д. — К., 1932. — С. 70–72.